# カイアネッロ
カイアネッロ（伊: Caianello）は、イタリア共和国カンパニア州カゼルタ県にある、人口約1,800人の基礎自治体（コムーネ）。

## 地理

### 位置・広がり

#### 隣接コムーネ
隣接するコムーネは以下の通り。
- マルツァーノ・アッピオ
- ロッカモンフィーナ
- テアーノ
- ヴァイラーノ・パテノーラ

### 気候分類・地震分類
カイアネッロにおけるイタリアの気候分類 (it) および度日は、zona D, 1521 GGである。
また、イタリアの地震リスク階級 (it) では、zona 2 (sismicità media) に分類される。

## 行政

### 分離集落
カイアネッロには、以下の分離集落（フラツィオーネ）がある。
- Aorivola, Caianello Vecchio, Casinove, Cittadella, Gaudisciano, Lompari, Montano, Poza, Santa Lucia